# Pseudetaxalus
Pseudetaxalus – rodzaj chrząszczy z rodziny kózkowatych i podrodziny zgrzypikowych. 

## Zasięg występowania
Przedstawiciele tego rodzaju występują w Birmie.

## Systematyka
Do Pseudetaxalus należą 2 gatunki:
- Pseudetaxalus alboguttatus
- Pseudetaxalus angustus